# Automatic Variable Damping System
AVDS is een anti-duiksysteem van Kawasaki-motorfietsen.
AVDS staat voor: Automatic Variable Damping System.
Het is de eerste voorvork waarin progressieve demping is toegepast; de dempingskarakteristiek verandert afhankelijk van de mate van inveren en de snelheid waarmee dit gebeurt. Het systeem zorgt voor een anti-duikwerking. De primeur vond plaats met de GPz 900 R (1984). In 1986 werd ESCS aan AVDS toegevoegd.